# Hans Holbein el Joven
Hans Holbein el Joven (der Jüngere) (Augsburgo, Sacro Imperio Romano Germánico, ¿1497?-Londres, entre el 7 de octubre y el 29 de noviembre de 1543) fue un pintor, grabador e impresor alemán y suizo que se enmarca en el estilo llamado Renacimiento nórdico. Es conocido sobre todo como uno de los maestros del retrato del siglo XVI. También produjo arte religioso, sátira y propaganda reformista, e hizo una significativa contribución a la historia del diseño de libros. Diseñó xilografías, vidrieras y piezas de joyería. Se le llama "el Joven" para diferenciarlo de su padre, Hans Holbein el Viejo, un dotado pintor de la escuela gótica tardía.
Nacido en Augsburgo, trabajó principalmente en Basilea (Suiza) como artista joven. Al principio pintó murales y obras religiosas y diseños para vidrieras y libros impresos. También pintó ocasionalmente retratos, destacando internacionalmente con retratos del humanista Desiderio Erasmo de Róterdam. Cuando la Reforma alcanzó Basilea, Holbein trabajó para clientes reformados mientras continuaba sirviendo a patrones religiosos tradicionales. Su estilo gótico tardío fue enriquecido por las tendencias artísticas en Italia, Francia y los Países Bajos, así como por el Humanismo renacentista. El resultado fue una combinación estética única en sí misma. 
En busca de trabajo, viajó a Inglaterra en 1526 con una recomendación de Erasmo. Fue bienvenido en el círculo humanista de Tomás Moro, donde rápidamente alcanzó alta reputación. Después de regresar a Basilea durante cuatro años, reemprendió su carrera en Inglaterra en 1532. Esta vez trabajó para las dos fuentes de mecenazgo, Ana Bolena y Thomas Cromwell. En 1535, Enrique VIII lo nombró pintor del rey. En este cargo, produjo no solo retratos y decoraciones festivas, sino también diseños de joyería, platería y otros objetos preciosos. Sus retratos de la familia real y los nobles son un recuerdo vívido de una corte brillante en los años trascendentales en los que el rey Enrique afirmó su supremacía sobre la Iglesia de Inglaterra.
Su arte fue apreciado desde el principio de su carrera. El poeta y reformador francés Nicolas Bourbon lo llamó «el Apeles de nuestro tiempo», un elogio típico de la época. Holbein también ha sido descrito como un gran «fuera de serie» de la historia del arte, puesto que no fundó ninguna escuela. Después de su muerte, se perdió parte de su obra, pero comenzó a ser coleccionada, y en el siglo XIX, Holbein fue reconocido entre los grandes maestros retratistas. Recientes exposiciones han subrayado asimismo su versatilidad. Dedicó su línea fluida a todo tipo de diseños, desde complicada joyería a monumentales frescos. El arte de Holbein a veces se ha llamado realista, puesto que dibujó y pintó con excepcional precisión. Sus retratos eran famosos en su época por el parecido que lograba; y ahora «se ve» a grandes figuras de la época, como Erasmo o Moro, a través de los ojos de Holbein. Holbein nunca quedaba satisfecho, sin embargo, con la apariencia externa. Incrustaba capas de simbolismo, alusiones y paradojas en su arte, produciendo la interminable fascinación de los estudiosos. El historiador del arte Ellis Waterhouse opina que su retratística «permanece insuperada por la seguridad y la economía de medios, penetración en el personaje y una combinación de riqueza y pureza de estilo».

## Biografía

### Primeros años

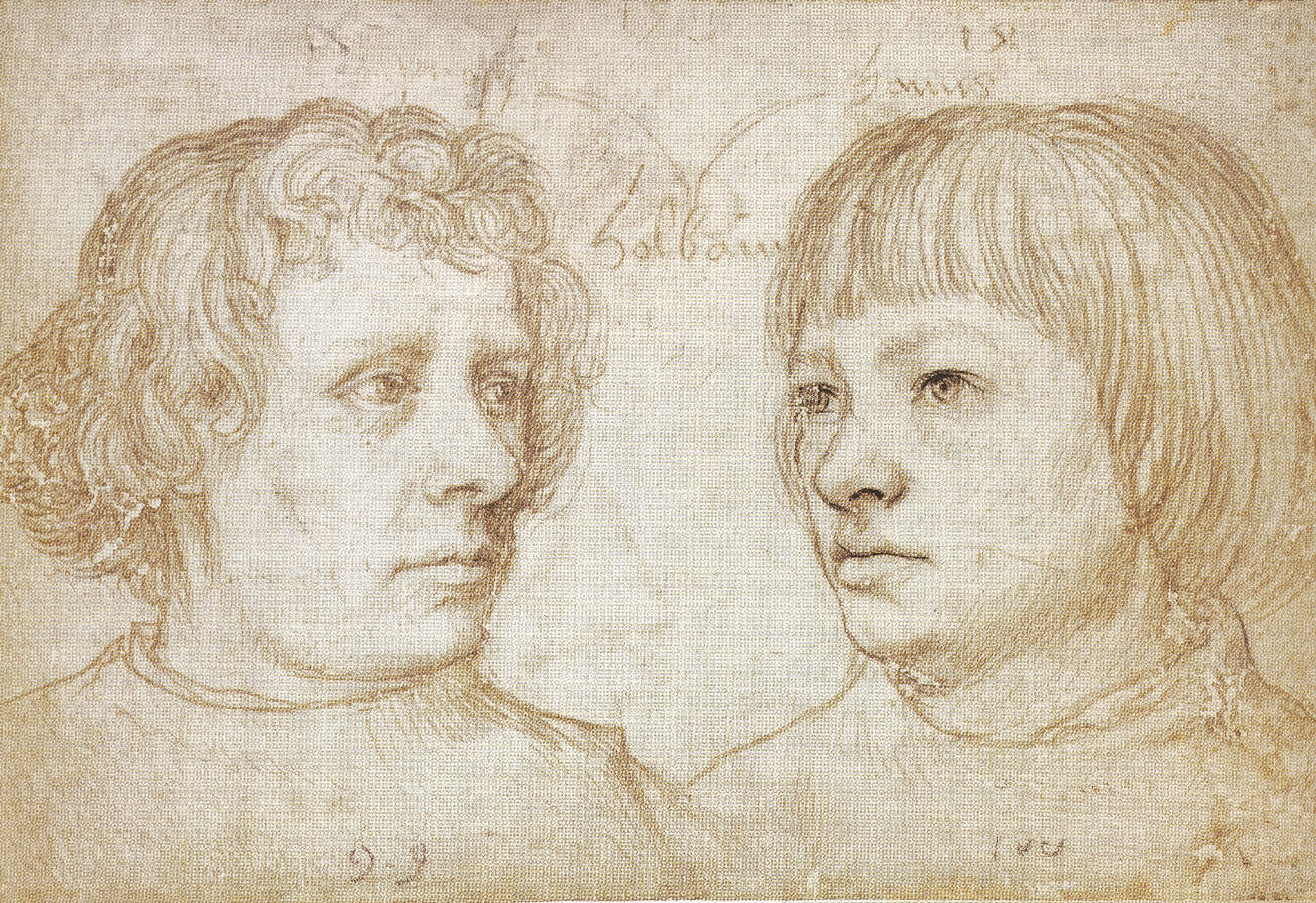
Hans (a la derecha) y Ambrosius Holbein, por Hans Holbein el Viejo, 1511. Punta de plata en papel con capa blanca, Museos estatales de Berlín.

Holbein nació en la ciudad libre imperial de Augsburgo durante el invierno de 1497-98. Era el hijo del pintor y dibujante Hans Holbein el Viejo, reconocido artista dentro de la tradición flamenca, notable por sus retratos, cuyo trabajo continuaron tanto él como su hermano mayor Ambrosius. Holbein el Viejo tenía un gran taller en Augsburgo, con muchos encargos, a veces ayudado por su hermano Sigmund, también un pintor.
Hacia 1515 Holbein el Joven y su hermano se instalaron como pintores oficiales en la ciudad de Basilea, Suiza, un centro de aprendizaje y del comercio de impresión y láminas. Entraron como aprendices en el taller del pintor Hans Herbst, el más destacado de Basilea. Los hermanos encontraron trabajo en Basilea como ilustradores de libros, realizando xilografías y cortes de metal para los impresores.
En 1515, el predicador y teólogo Oswald Myconius los invitó a añadir dibujos a pluma al margen de una copia del Elogio de la locura del erudito humanista Desiderio Erasmo de Róterdam. Los esbozos proporcionan un indicio temprano del ingenio de Holbein y su inclinación humanística. Sus otros trabajos tempranos, incluyendo el retrato doble del alcalde de Basilea Jakob Meyer zum Hasen y su esposa Dorothea, siguen el estilo de su padre.

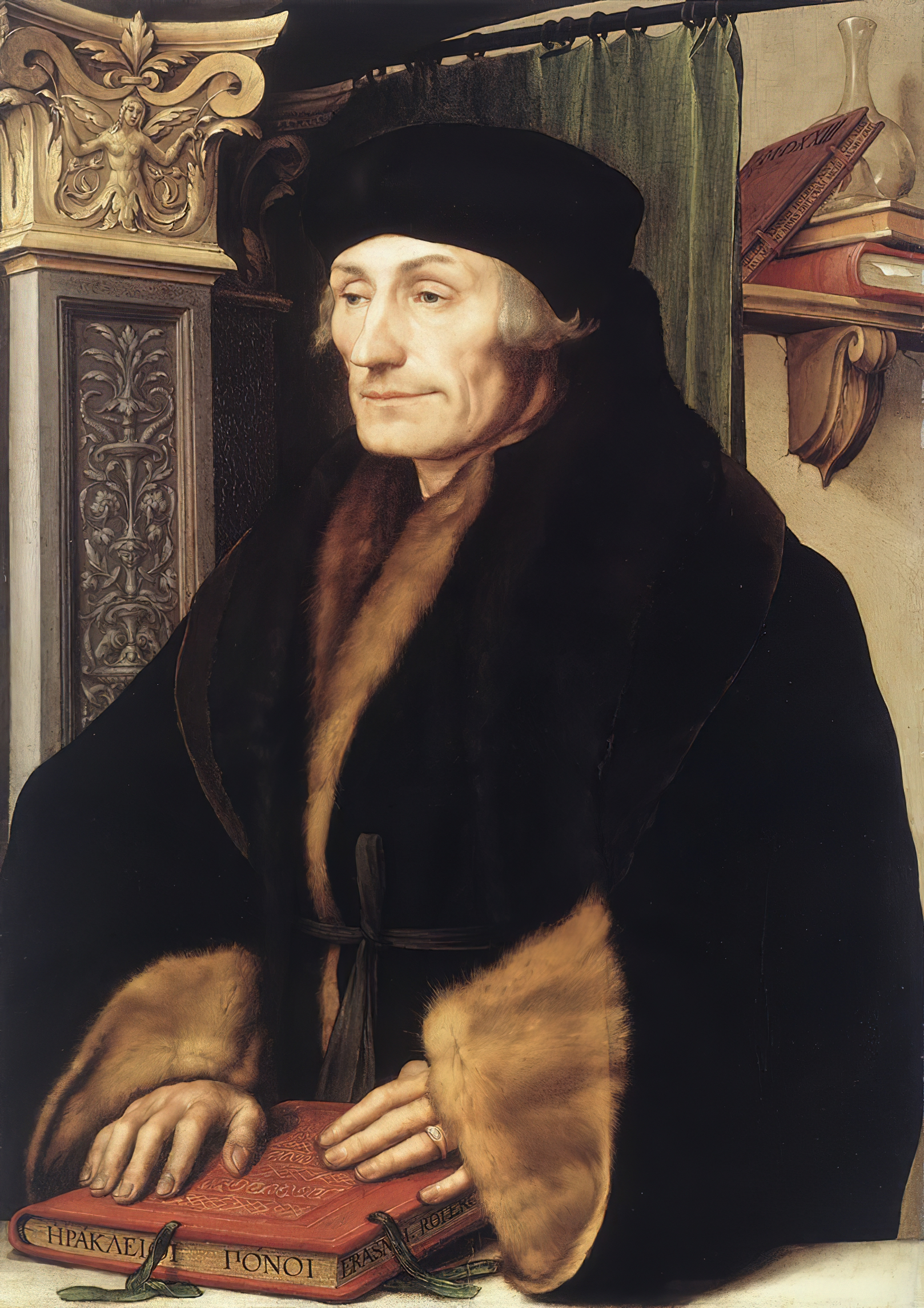
Retrato de Erasmo de Róterdam, 1523. Óleo y temple sobre tabla, National Gallery (Londres), en préstamo de Longford Castle.

En 1517, padre e hijo empezaron un proyecto en Lucerna (Suiza), pintar el interior y el exterior de los muros para el comerciante Jakob von Hertenstein. Mientras estaba en Lucerna, Holbein también dibujó cartones para vidrieras. Los archivos de la ciudad muestran que el 10 de diciembre de 1517, le pusieron una multa de cinco libras por pelearse en la calle con un orfebre llamado Caspar, a quien multaron con la misma cantidad. Ese invierno, Holbein probablemente visitó la Italia septentrional, aunque no quedan registros de este viaje. Muchos estudiosos creen que estudió la obra de maestros italianos de frescos, como Andrea Mantegna, antes de regresar a Lucerna. Llenó dos series de paneles en la casa de Hertenstein con copias de obras de Mantegna, incluyendo Los triunfos del César.
En 1519, Holbein regresó a Basilea. Su hermano desaparece de los documentos alrededor de esta época, y se cree que murió. Holbein se restableció rápidamente en la ciudad, llevando un taller atareado. Se unió al gremio de pintores y asumió la ciudadanía de Basilea. En 1519 se casó con Elsbeth Schmid, una viuda unos pocos años mayor que él que tenía ya un hijo, Franz, que llevaba el negocio de curtiduría de su fallecido marido. Tuvieron un hijo, Philipp, en su primer año de matrimonio.
Holbein fue prolífico durante este período en Basilea, que coincidió con la llegada del luteranismo a la ciudad. Holbein pintó en esta época retratos ocasionales, como el de Bonifacio Amerbach (1519), humanista y amigo del pintor. Según el historiador del arte Paul Ganz, el retrato de Amerbach marca un adelanto en su estilo, notablemente en el uso de colores puros. También hizo el doble retrato de Jakob y Dorothea Meyer, un retablo de la Virgen que incluía retratos del donante, su esposa y su hija.
Asumió un número de grandes proyectos, como los muros exteriores de La casa de la danza y la nueva sala municipal de Basilea. Los primeros se conocen por los dibujos preparatorios. Los murales de la cámara del concejo sobreviven en unos pequeños fragmentos mal conservados. Holbein también produjo una serie de pinturas religiosas y diseñó cartones para vidrieras.

### Afectado por la Reforma

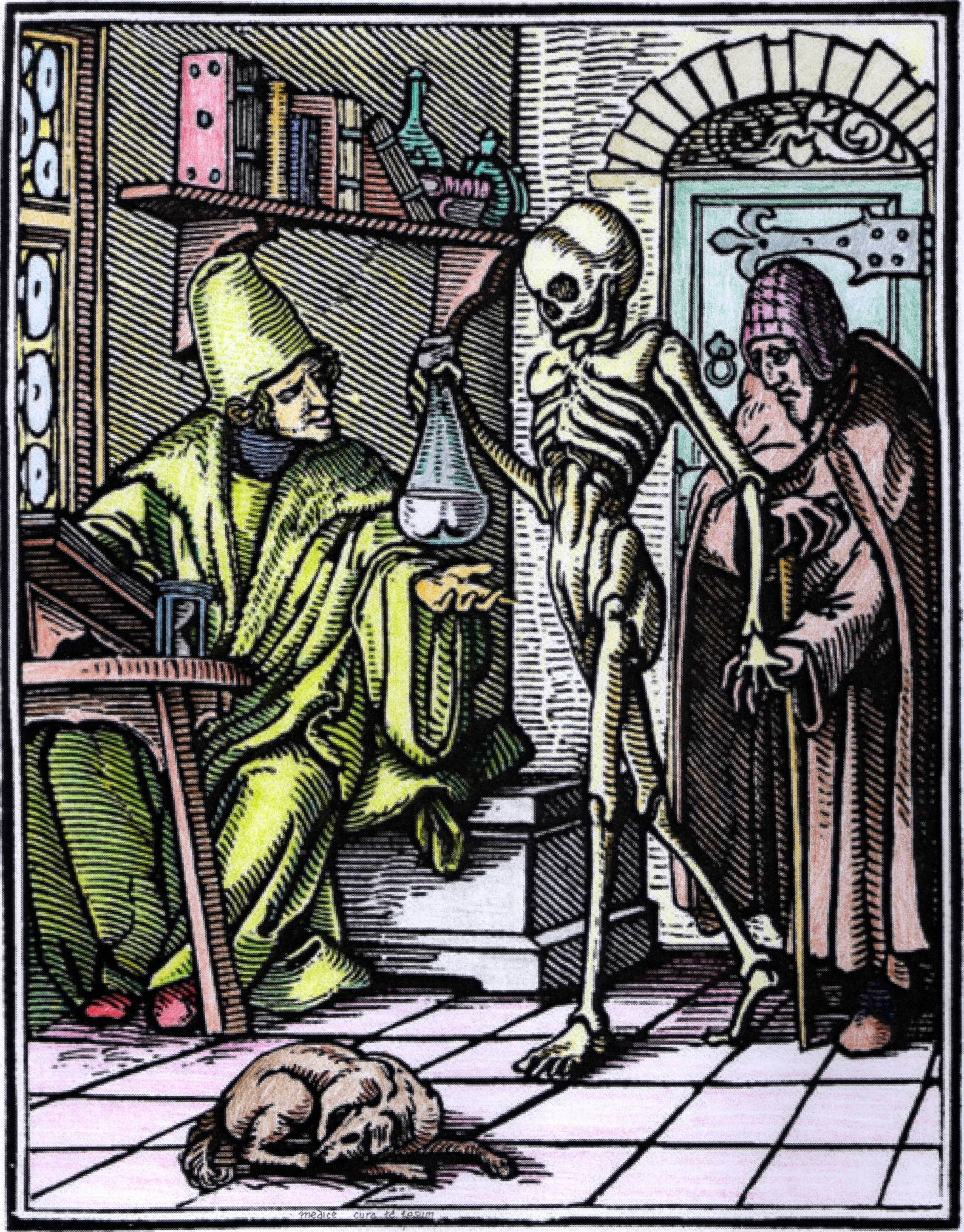
La Muerte y el médico, de la Danza de la Muerte (1538).

Entre 1523 y 1526 aumentó su actividad como ilustrador, trabajando para el editor Johann Froben. Realizó una serie de 51 dibujos sobre el tema alegórico medieval de la danza macabra (Danza de la Muerte), cuya autoría Holbein hubo de encubrir para eludir represalias por sus sarcásticas alusiones a la Iglesia. De dicha serie se conocen varias versiones grabadas, siendo la principal la impresa en Lyon en 1538. Realizó otros grabados: los Iconos (ilustraciones del Antiguo Testamento), y la portada para la traducción alemana de la Biblia de Martín Lutero. A través de este medio, Holbein refinó su forma de captar los efectos expresivos y espaciales.
En 1523, Holbein pintó los primeros retratos del gran estudioso renacentista Erasmo, quien requería parecidos para enviar a sus amigos y admiradores por toda Europa. Estas pinturas hicieron de Holbein un artista internacional. Holbein visitó Francia en 1524, probablemente para buscar trabajo en la corte de Francisco I. Cuando Holbein decidió buscar empleo en Inglaterra en 1526, Erasmo lo recomendó a su amigo el estadista y erudito Tomás Moro. "Las artes se están congelando en esta parte del mundo," escribió, "y él estaba en camino a Inglaterra a recoger algunos ángeles".

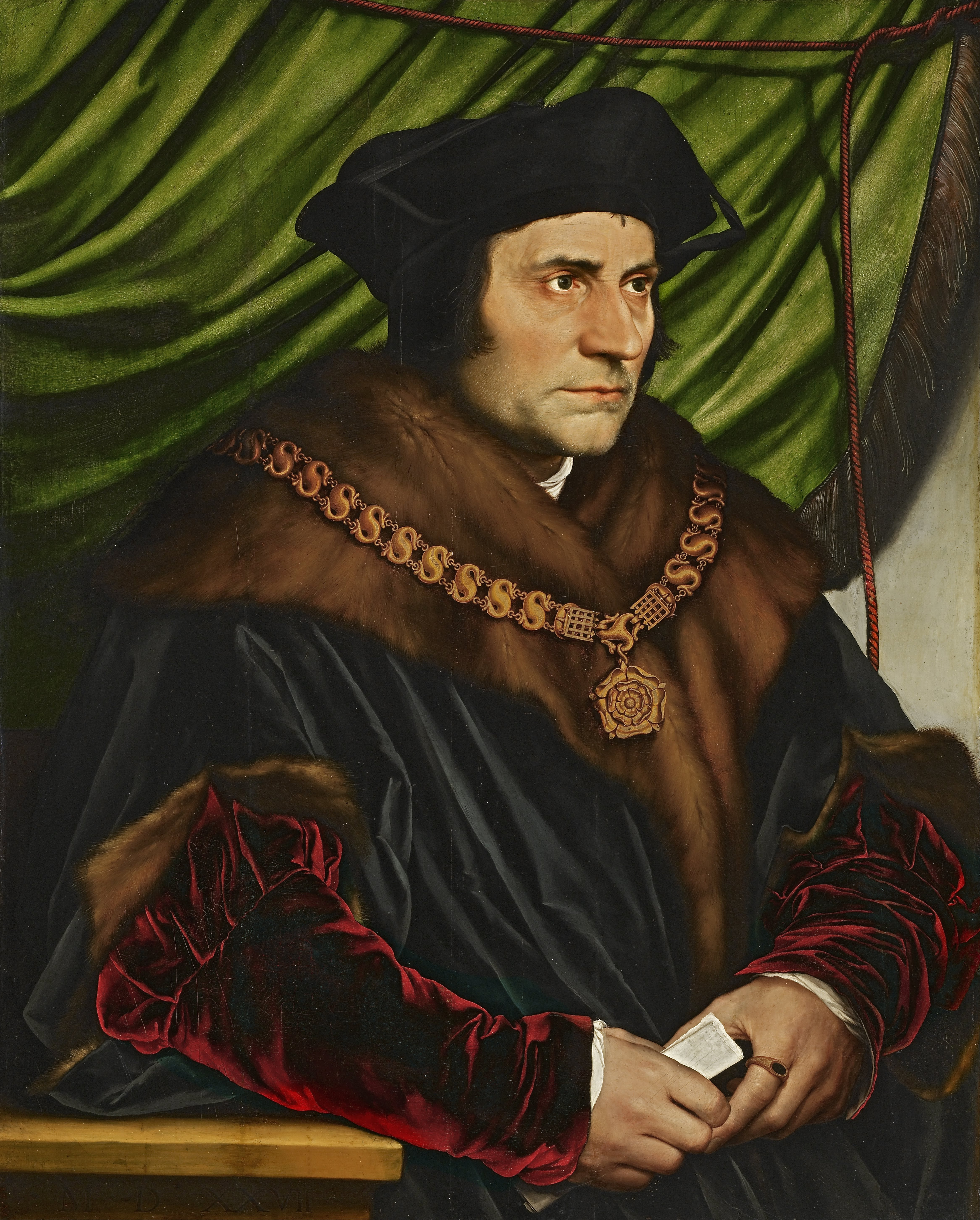
Retrato de Tomás Moro, 1527. Óleo y temple sobre tabla de roble, colección Frick, Nueva York.

### Inglaterra, 1526-1528
La austeridad preconizada por la Reforma se fue apoderando de la sociedad suiza y disminuyó el mecenazgo artístico, por lo que, a pesar de su prestigio, Holbein se vio obligado a marcharse a Inglaterra en busca de nuevos encargos. Holbein hizo un alto en Amberes, donde compró varios paneles de roble y pudo haber conocido al pintor Quentin Matsys. Llegó a Londres en 1526 con cartas de presentación escritas por Erasmo de Róterdam, entonces ya su amigo y protector, para importantes personajes de la época a los que habría de retratar y entre los que se incluye Tomás Moro. Este le dio la bienvenida a Inglaterra y le encontró una serie de encargos. «Tu pintor, mi muy querido Erasmo», escribió, «es un artista maravilloso». Holbein pintó un famoso retrato de Moro y otro de Moro con su familia. El retrato de grupo, original en su concepción, es conocido solo a partir de un esbozo preparatorio y copias de otra mano.  Según el historiador de arte Andreas Beyer, «ofreció un preludio de un género que sólo obtendría una verdadera y generalizada aceptación en la pintura holandesa del siglo XVII». Se conservan también siete estudios de miembros de la familia Moro.
Durante esta primera estancia en Inglaterra, Holbein trabajó ampliamente para un círculo humanista con lazos a Erasmo. Entre sus encargos estuvo el retrato de  William Warham, arzobispo de Canterbury, quien era propietario de un retrato de Holbein de Erasmo. Holbein hizo en 1528 el Retrato de Nicolas Kratzer, protagonizado por el astrónomo y matemático bávaro Nicholas Kratzer, un tutor de la familia Moro cuyas notas aparecen en el esbozo de Holbein para su retrato de grupo.  Aunque Holbein no trabajó para el rey durante esta visita, pintó los retratos de cortesanos como Henry Guildford y su esposa Lady Mary, y de Anne Lovell, recientemente identificado como el tema de Dama con una ardilla y un estornino. En mayo de 1527, "Master Hans" también pintó un panorama del asedio de Thérouanne para la visita de los embajadores franceses. Con Kratzer, ideó un techo cubierto de signos planetarios, bajo el cual cenaban los visitantes. El cronista Edward Hall describió el espectáculo como que mostraba "toda la Tierra, rodeada por el mar, como un auténtico mapa o carta".

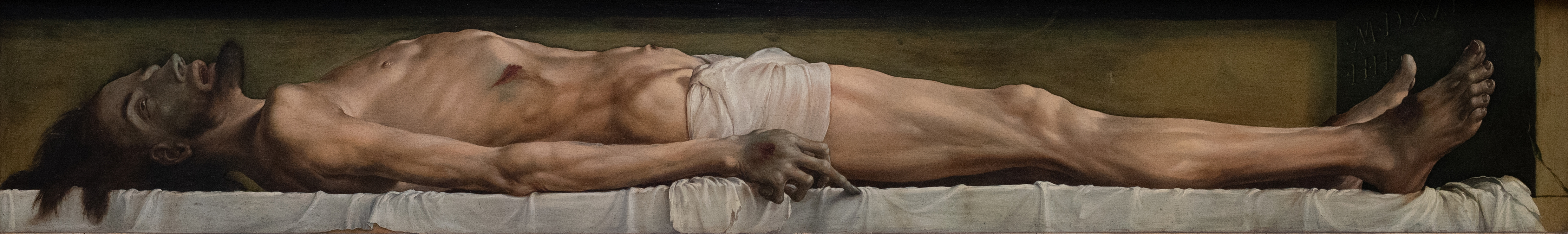
El Cristo muerto de Holbein. Kunstmuseum Basel, Basilea.

### Basilea, 1528-1532
El 29 de agosto de 1528, Holbein compró una casa en Basilea, en St Johanns-Vorstadt. Presumiblemente regresó a casa para conservar su ciudadanía, puesto que solo le habían autorizado a ausentarse durante dos años. Enriquecido por su éxito en Inglaterra, Holbein compró una segunda casa en la ciudad en 1531. 

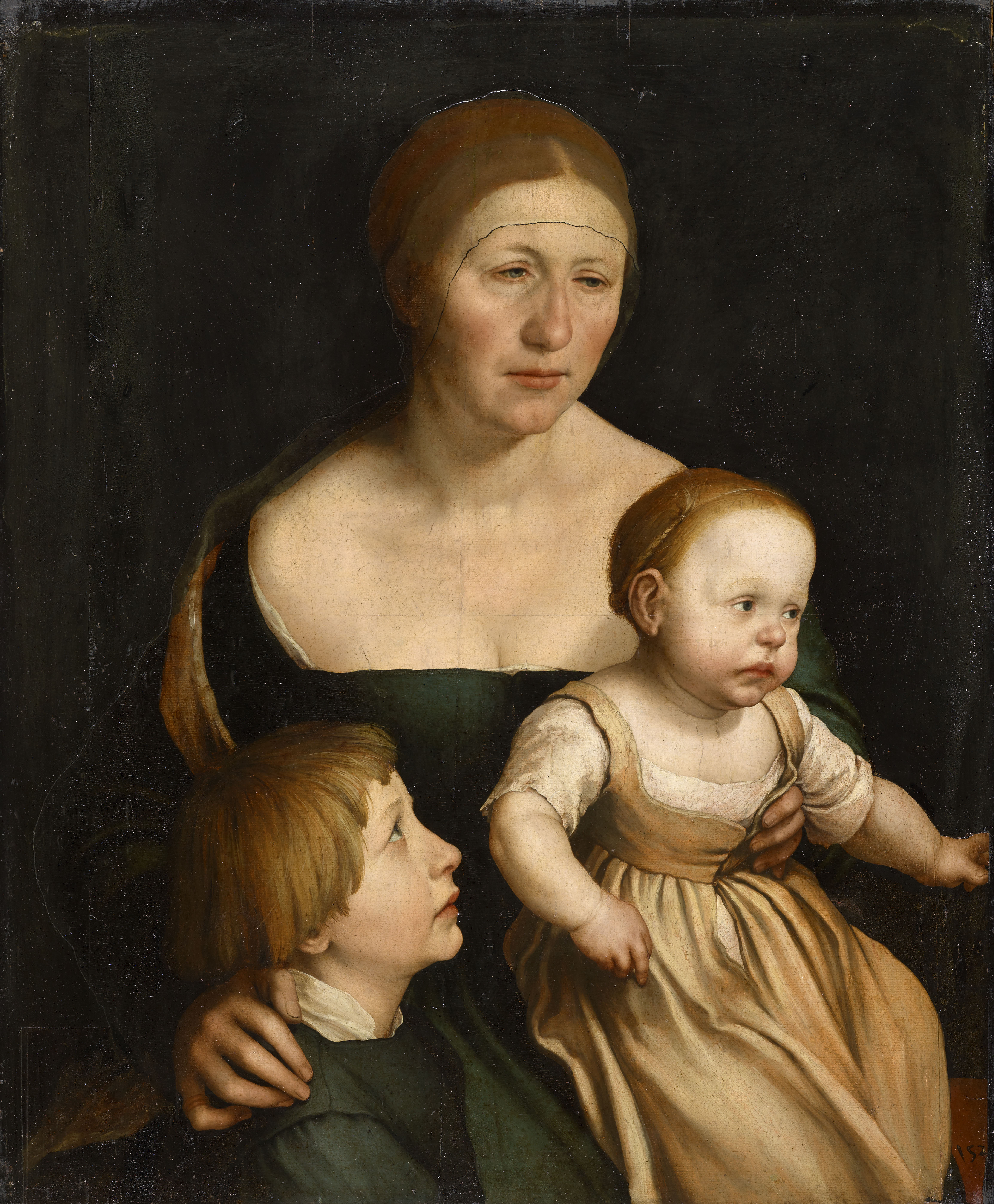
La familia del artista, c. 1528. Óleo y temple sobre papel, cortado y montado sobre tabla. Kunstmuseum Basel, Basilea.

Durante este período en Basilea, pintó a La familia del artista, mostrando a Elsbeth, con los dos hijos mayores de la pareja, Philipp y Katherina, evocando imágenes de la Virgen con Niño y san Juan Bautista. El historiador del arte John Rowlands ve esta obra como "uno de los retratos más conmovedores en el arte, de un artista, también, que siempre caracterizó a sus modelos con una compostura contenida".
Basilea se había convertido en una ciudad turbulenta en la ausencia de Holbein. Los reformadores, inspirados por las ideas de Zwinglio, llevaron a cabo actos iconoclastas y prohibieron las imágenes en las iglesias. En abril de 1529, el librepensador Erasmo se sintió obligado a abandonar su anterior refugio en beneficio de Friburgo de Brisgovia. Los iconoclastas probablemente destruyeron parte de la obra artística religiosa de Holbein, pero se desconocen los detalles. La evidencia sobre las creencias religiosas de Holbein es fragmentaria y nada concluyente. «El lado religioso de sus pinturas siempre ha sido ambiguo», sugiere el historiador del arte John North, «y así permaneció». Según un documento recogido para asegurar que los principales ciudadanos suscribían las nuevas doctrinas: «Master Hans Holbein, el pintor, dice que nosotros debemos estar mejor informados sobre la santa [mesa] antes de acercarnos a ella». En 1530, las autoridades llamaron a Holbein para explicar por qué no había acudido a la comunión reformada. Poco después, sin embargo, fue incluido entre aquellos «que no tienen objeciones serias y desean seguir adelante con otros cristianos».
Holbein evidentemente conservó el favor bajo el nuevo orden. El concejo reformista le pagó 50 florines y le encargó la ampliación de una obra anterior, Justicia (1521-1522), con la que había decorado la sala del consejo del Ayuntamiento. La ampliación de esta serie de frescos refleja su continuo crecimiento como artista; las nuevas composiciones, menos abigarradas que las ya existentes, logran un impacto de mayor dramatismo que las anteriores. Ellos eligieron ahora temas del Antiguo Testamento en lugar de las previas historias de la historia clásica y alegorías. Los frescos de Holbein de Roboam y del encuentro entre Saúl y Samuel estaban más sencillamente dibujados que sus predecesores. Por desgracia, no se conserva intacto ninguno de los muchos grandes frescos que realizó en dicho ayuntamiento, en Inglaterra y en Alemania. Debe juzgarse su belleza partiendo de los bocetos y de las copias que artistas posteriores hicieron de sus frescos. 
Holbein trabajó al mismo tiempo para clientes tradicionales. Su antiguo patrón Jakob Meyer le pagó para añadir figuras y detalles al retablo de familia que había pintado en 1526 (Virgen del burgomaestre Meyer). El último encargo de Holbein en este período fue la decoración de dos caras del reloj en la puerta de la ciudad en 1531. Los reducidos niveles de mecenazgo en Basilea pueden haber impulsado su decisión de volver a Inglaterra a principios del año 1532.

### Inglaterra, 1532-1540

Doble retrato de Jean de Dinteville y Georges de Selve ("Los embajadores"), 1533, óleo y temple sobre roble, National Gallery (Londres).

En 1532 volvió a instalarse en Londres, donde finalmente consiguió cimentar su carrera como maestro retratista. El entorno político y religioso de Inglaterra estaba cambiando radicalmente. En 1532, Enrique VIII estaba preparándose para repudiar a la reina Catalina de Aragón y casarse con Ana Bolena, desafiando al papa. Entre aquellos que se oponían a las acciones de Enrique estaba el anterior mecenas de Holbein, Tomás Moro, quien dimitió como Lord Canciller en mayo de 1532. Holbein parece que se distanció del entorno humanista de Moro en esta visita, y, según Erasmo, "decepcionó a aquellos le habían amparado". El artista en lugar de ello, encontró el favor dentro de los nuevos círculos radicales de poder de la familia Bolena y Thomas Cromwell. Cromwell se convirtió en secretario del rey en 1534, controlando todos los aspectos del gobierno, incluida la promoción artística. Moro fue ejecutado en 1535, junto con John Fisher, cuyo retrato también había hecho Holbein.
Los encargos de Holbein en las primeras etapas de su segundo período inglés incluyó retratos de comerciantes luteranos de la Liga Hanseática. Los comerciantes vivían y comerciaban en el Steelyard o Stalhof, un complejo de almacenes, oficinas y viviendas en la orilla septentrional del Támesis. Holbein alquiló una casa en la cercana Maiden Lane. Hizo el retrato de sus clientes en una amplia variedad de estilos. Su Retrato del mercader Gisze, protagonizado por Georg Gisze de Dánzig, hermano de Tiedemann Giese muestra al comerciante rodeado con símbolos de su comercio, exquisitamente pintados. Su retrato de Derich Berck de Colonia, por otro lado, es clásicamente simple, posiblemente influido por Tiziano. Para la sala de la cofradía del Steelyard, Holbein pintó dos monumentales alegorías, "El triunfo de la riqueza" y "El triunfo de la pobreza", ambas hoy perdidas. Los comerciantes encargaron a Holbein una escena callejera del monte Parnaso para la procesión de la víspera a la coronación de Ana Bolena de 31 de mayo de 1533.
Holbein también retrató a varios cortesanos, terratenientes y visitantes durante esta época. Su pintura más famosa, y quizás la más grande, de esta época, fue Los embajadores. Sus retratos a tamaño real de Jean de Dinteville, un embajador de Francisco I de Francia en 1533, y Georges de Selve, obispo de Lavaur, quien visitó Londres el mismo año. La obra incorpora símbolos y paradojas, incluyendo un cráneo anamórfico (distorsionado). Según los eruditos, codifica referencias enigmáticas al aprendizaje, la religión, mortalidad e ilusión en la tradición del Renacimiento nórdico. Los historiadores de arte Oskar Bätschmann y Pascal Griener sugieren que en Los embajadores «Las ciencias y las artes, objetos de lujo y gloria, se miden contra la grandeza de la Muerte».
No ha sobrevivido ningún retrato confirmado de Ana Bolena realizado por Holbein, quizá debido a que su memoria fue eliminada después de ser ejecutada por traición, incesto y adulterio en 1536. Sin embargo, parece claro que Holbein trabajó directamente para Ana y su círculo. Diseñó una copa grabada con su emblema de un halcón sobre rosas, así como joyería y libros relacionados con ella. También realizó esbozos de varias mujeres de su séquito, incluida Jane Parker, su cuñada. Al mismo tiempo, Holbein trabajó para Thomas Cromwell al tiempo que este ideaba la reforma de Enrique VIII. Cromwell encargó a Holbein la producción de imágenes reales y reformistas, entre las que se incluyen grabados anticlericales y la portada de la traducción inglesa de la Biblia de Myles Coverdale. Enrique VIII se había embarcado en un gran programa de mecenazgo artístico. Sus esfuerzos de glorificar su nuevo estatus como Cabeza Suprema de la Iglesia culminaron en la construcción del Nonsuch Palace, comenzado en 1538.
Hacia 1536, fue nombrado pintor de corte de Enrique VIII con un salario anual de 30 libras, aunque nunca llegó a ser el artista mejor pagado de la nómina real. El real pictor maker, Lucas Horenbout, ganaba más y otros artistas continentales trabajaron para el rey.

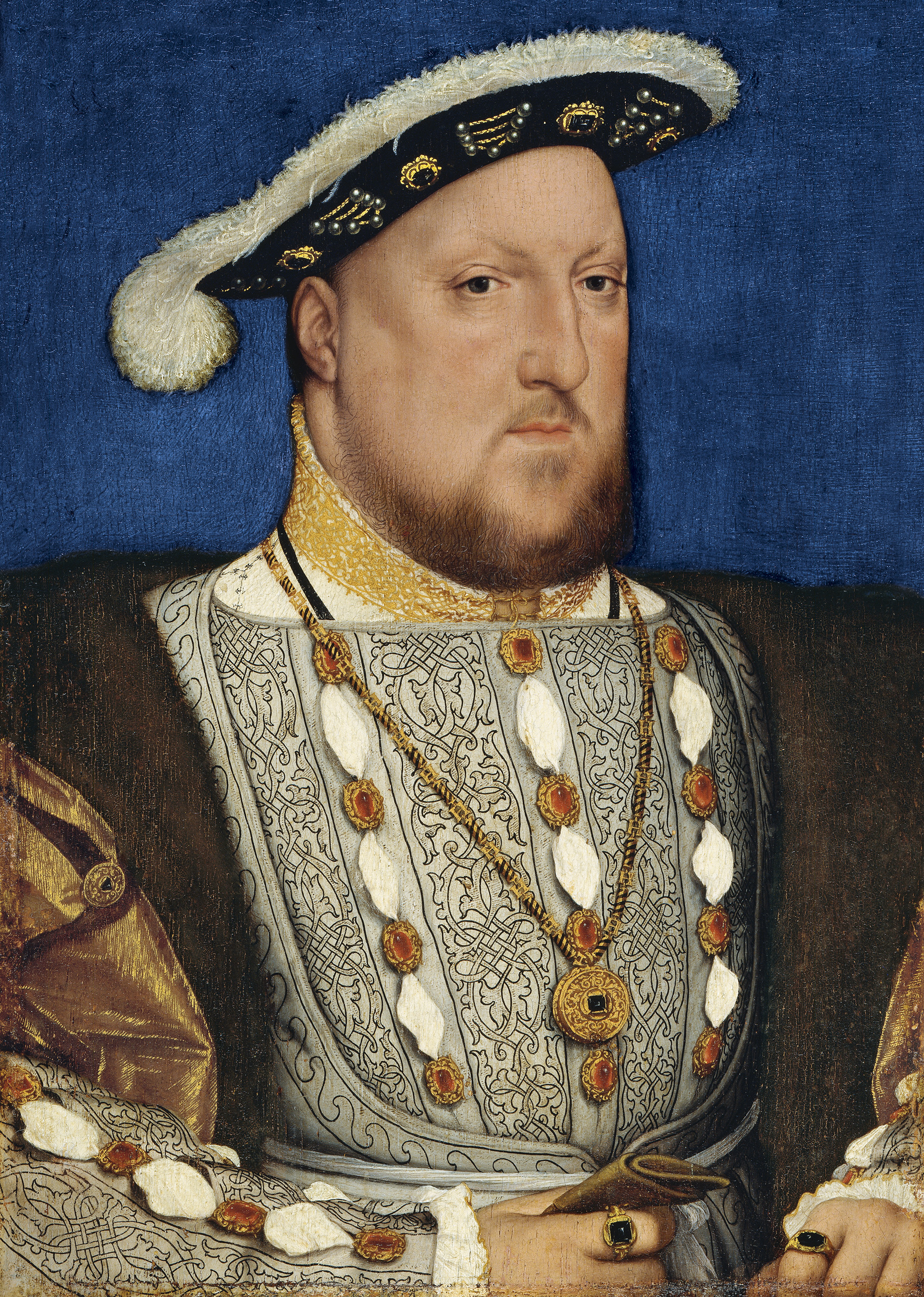
Retrato de Enrique VIII, c.1537, óleo sobre tabla, Museo Thyssen-Bornemisza, Madrid.

En 1537, Holbein realizó la que se ha convertido quizás en su pintura más famosa: Enrique VIII de pie en una pose heroica con sus pies plantados separadamente. Ha sobrevivido la sección izquierda de un cartón de Holbein para una pintura sobre pared a tamaño natural en el palacio de Whitehall, mostrando al rey en esta pose, con su padre detrás de él. El propio mural, que también representó a Juana Seymour e Isabel de York, fue destruido por un incendio en 1698. Se conoce a partir de grabados y por una copia de 1667 de Remigius van Leemput. Un retrato de medio cuerpo, más temprano, muestra a Enrique en una pose similar, pero todos los retratos de cuerpo entero de él basados en el modelo Whitehall son copias. La figura de Juana Seymour en el mural se relaciona con el esbozo y pintura de ella realizados por Holbein.

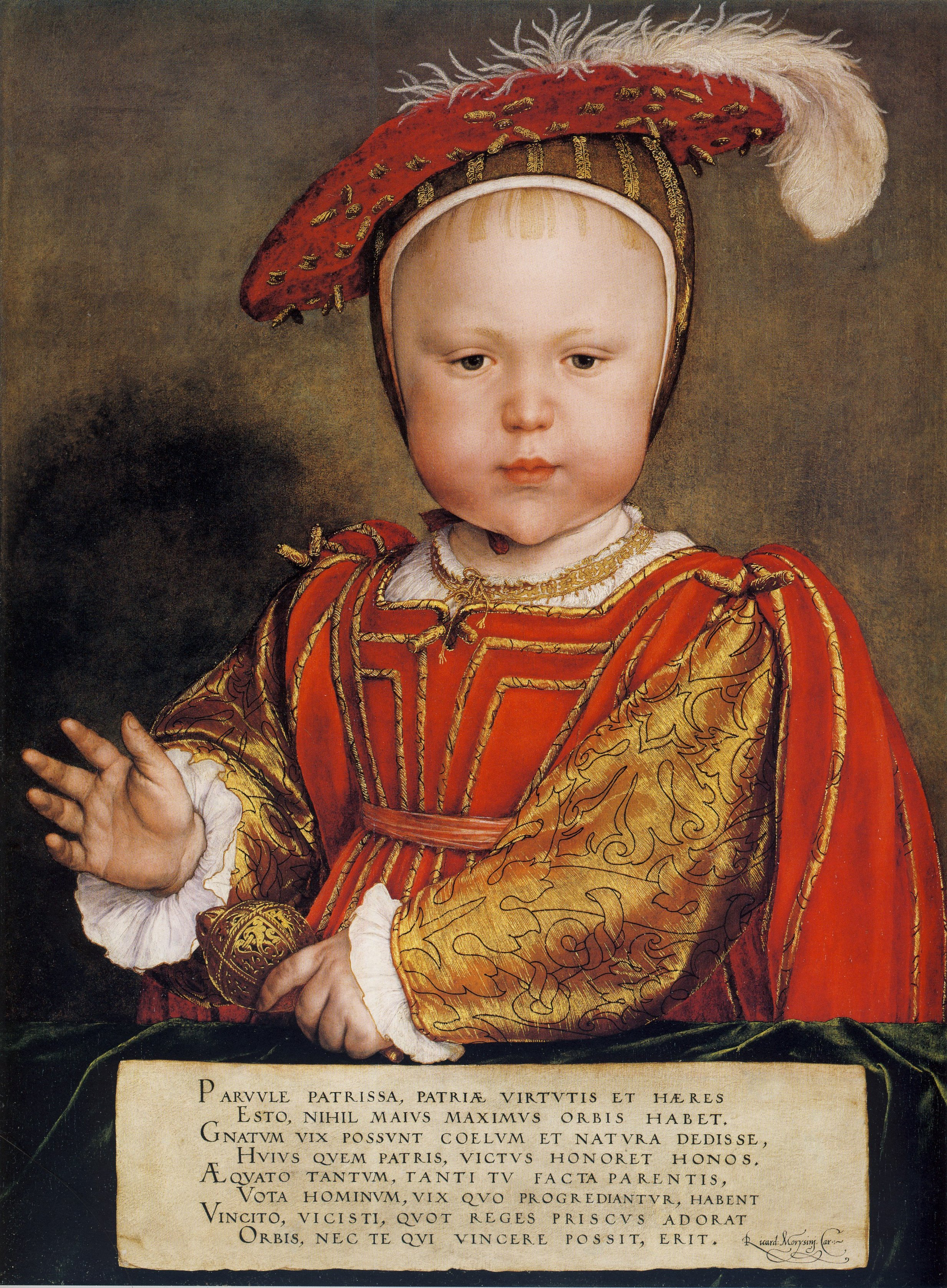
Retrato de Eduardo VI de niño, c. 1538, óleo y temple sobre roble, National Gallery of Art (Washington), Washington D. C.

Juana murió en octubre de 1537, poco después de haber dado a luz al único hijo de Enrique, el futuro Eduardo VI. Alrededor de dos años más tarde, Holbein pintó un retrato del príncipe, cogiendo un sonajero con forma parecida a un cetro. El último retrato de Holbein de Enrique, data de 1543 y que quizá terminaron otros, representa al rey con un grupo de barber surgeons.,
Los bocetos preliminares de dichas pinturas, en los que combinaba tiza (gis) y tinta con otros medios, se cuentan entre sus obras más preciadas. Bastantes de estos dibujos fueron reproducidos en grabados por Wenzel Hollar, en el siglo XVII. La colección real del castillo de Windsor posee 87 de los dibujos realizados por Holbein. 
El estilo retratístico de Holbein se alteró después de que entró al servicio de Enrique. Se centró más intensamente en las caras y en la ropa de sus modelos, omitiendo ambientaciones en tres dimensiones. Holbein aplicó su técnica artesanal y limpia tanto a retratos en miniatura como el de Jane Small, y grandes retratos, como el de Cristina de Dinamarca. Holbein viajó con Philip Hoby a Bruselas y realizó un esbozó de Cristina en 1538 para el rey, quien consideraba a la joven viuda como posible consorte. John Hutton, el embajador inglés en Bruselas, consideró el dibujo de otro artista de Cristina como "sloberid" (babeado) en comparación con el de Holbein. En opinión de Wilson, el posterior retrato al óleo de Holbein es «la más encantadora pintura de una mujer que él nunca ejecutó, lo que quiere decir que es uno de los mejores retratos femeninos jamás pintados». El mismo año, Holbein, de nuevo escoltado por el diplomático Hoby, fue a Francia para pintar a Luisa de Guisa y Ana de Lorena por encargo de Enrique VIII. Ningún retrato de estas primas ha sobrevivido. Holbein encontró tiempo para visitar Basilea, donde fue festejado por las autoridades y se le concedió una pensión. En su camino de regreso a Inglaterra, puso a su hijo Philipp como aprendiz con el orfebre nacido en Basilea Jacob David, en París.
Holbein pintó en Düren en el verano de 1539, a Ana de Cléveris, elegida final como siguiente esposa de Enrique, la dibujó de frente y con un elaborado vestuario. «Hans Holbein», señaló el enviado inglés Nicholas Wotton, «ha tomado las efigies de mi señora Ana y la señora Amelia [hermana de Ana] y ha expresado sus imágenes de manera muy vivaz». Sin embargo, Enrique quedó desilusionado con Ana en carne y hueso, y se divorció de ella después de un matrimonio breve y no consumado. La tradición de que el retrato de Holbein halagaba a Ana, deriva del testimonio de sir Anthony Browne. Dijo que él se quedó decepcionado por su apariencia en Rochester tras haber visto sus pinturas y oyó anuncios de su belleza, de tal manera que su cabeza cayó. Nadie más que Enrique describió jamás a Ana como repugnante.

### Últimos años y muerte, 1540-1543
Mientras Holbein trabajaba en otro retrato del rey Enrique, murió en Londres en 1543 durante una epidemia de peste. Hizo su testamento el 7 de octubre de 1543, y un documento adjunto, datado el 29 de noviembre, le describe como recientemente fallecido.
Holbein había sobrevivido hábilmente a la caída de sus dos primeros grandes patronos, Tomás Moro y Ana Bolena, pero el repentino arresto y ejecución de Cromwell basándose en falsos cargos de herejía y traición en 1540 sin duda dañaron su carrera. Aunque Holbein conservó su posición como Pintor del Rey, la muerte de Cromwell dejó un vacío que ningún otro patrón pudo llenar. 

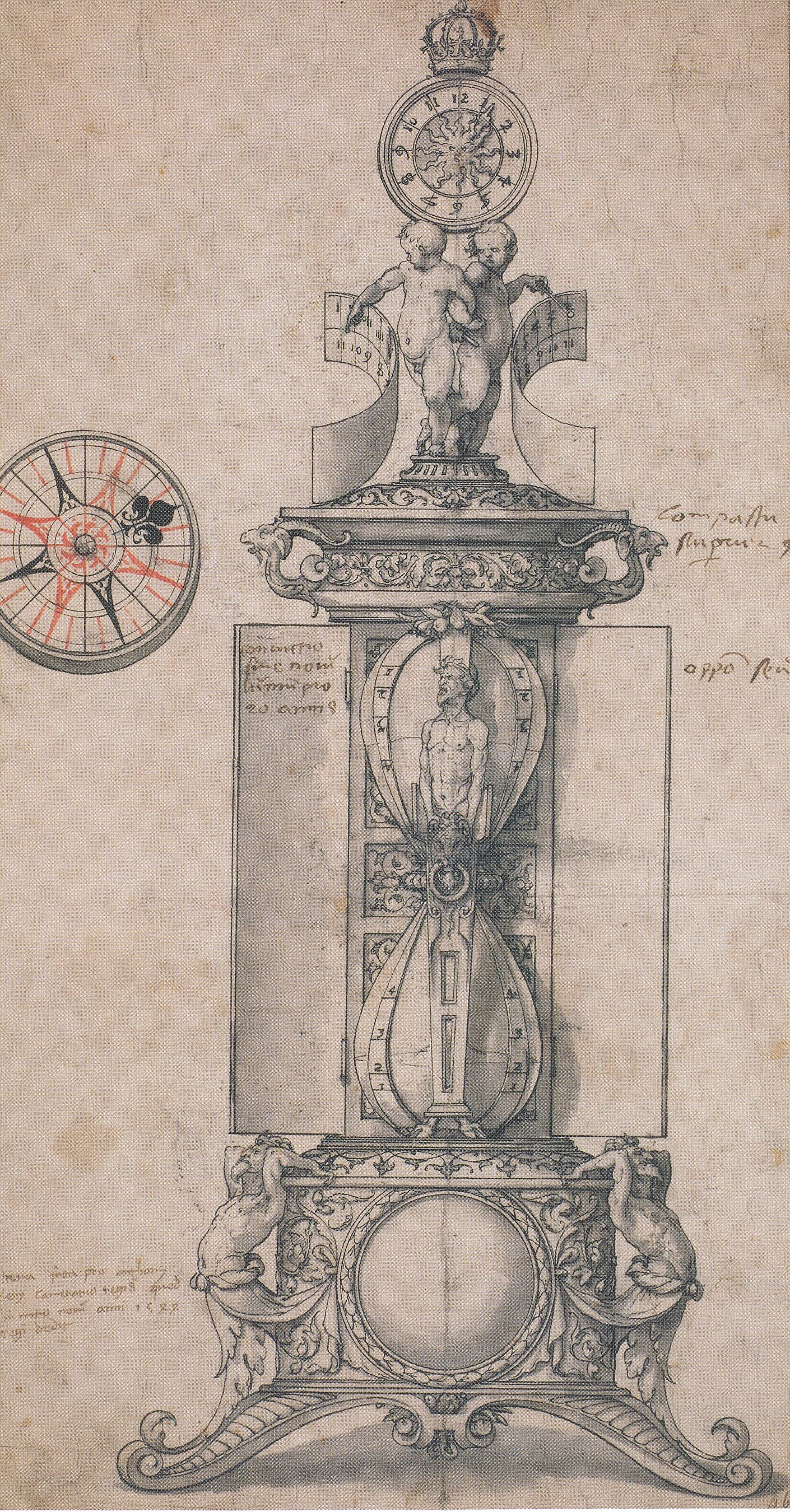
Diseño para el reloj-salero de Anthony Denny, 1543. Pluma y tinta negra sobre papel con lavado gris, y lavado rojo en la brújula, Museo Británico, Londres.

Aparte de rutinas oficiales diarias, Holbein ahora se dedicó a encargos privados, volviendo de nuevo a los retratos de los comerciantes del Steelyard. También pintó algunas de sus mejores miniaturas, incluyendo algunas de Henry Brandon, segundo duque de Suffolk, y Charles Brandon, tercer duque de Suffolk, hijos del amigo del rey Enrique VIII, Charles Brandon, el primer duque de Suffolk, y su cuarta esposa, Catherine Willoughby. Holbein consiguió asegurarse encargos entre aquellos cortesanos que ahora disfrutaban del poder, en particular de Anthony Denny, uno de los dos principales caballeros de la cámara real. Se hizo suficientemente cercano a Denny para tomarle dinero a préstamo. Pintó el retrato de Denny en 1541 y dos años más tarde diseñó un clock-salt (reloj-salero de mesa) para él. Denny formaba parte del círculo que ganó influencia en 1542 tras el fracaso del matrimonio de Enrique con Catalina Howard. El matrimonio del rey en julio de 1543 con la reformista Catalina Parr, a cuyo hermano había pintado Holbein en 1541, estableció al partido de Denny en el poder.
Holbein pudo haber visitado a su esposa e hijos a finales de 1540, cuando su permiso para estar ausente de Basilea terminaba. No tiene obra datada en este período, y las autoridades de Basilea le pagaron seis meses de salario por adelantado. El estado del matrimonio de Holbein ha intrigado a los estudiosos, que basan sus especulaciones en evidencias fragmentarias. Aparte de una breve visita, Holbein había vivido separado de Elsbeth desde 1532. Su testamento revela que tuvo dos niños en Inglaterra, de quienes nada se sabe excepto que estaban al cuidado de un aya. La infidelidad de Holbein a Elsbeth pudo no ser nueva. Algunos estudiosos creen que Magdalena Offenburg, la modelo para la Virgen de Darmstadt y para dos retratos pintados en Basilea, fue por un tiempo la amante de Holbein. Otros rechazan la idea. Uno de los retratos fue de Lais de Corinto, amante de Apeles, el famoso artista de la antigüedad griega cuyo apodo recibió Holbein en círculos humanistas. Sea cual fuere el caso, es probable que Holbein siempre sostuviera a su esposa e hijos. Cuando Elsbeth murió en 1549, estaba en buena posición y todavía era propietaria de muchas de las bellas ropas de Holbein; por otro lado, ella había vendido su retrato antes de morir.
Hans Holbein murió entre el 7 de octubre y el 29 de noviembre de 1543 a los 45 años de edad. Karel van Mander afirmó a principios del siglo XVII que murió por la peste. Wilson considera la teoría con precaución, puesto que los amigos de Holbein acudieron a su lecho de muerte; y Peter Claussen sugiere que murió por una infección. Describiéndose a sí mismo como "servidor de la majestad del rey", Holbein había hecho su testamento el 7 de octubre en su casa de Aldgate. El orfebre Juan de Amberes y unos pocos vecinos alemanes firmaron como testigos. Holbein puede haber tenido cierta prisa, pues no fue testigo del testamento un abogado. El 29 de noviembre, Juan de Amberes, el protagonista de varios retratos de Holbein, legalmente emprendió la administración de los últimos deseos del artista. Presumiblemente pagó las deudas de Holbein, adoptó medidas para el cuidado de los dos hijos del pintor, y vendió y dispersó sus efectos, incluyendo muchos dibujos preliminares que han sobrevivido. El lugar de la tumba de Holbein se desconoce y puede que nunca se marcase.

### Síntesis de su obra
Holbein alcanzó una gran fama gracias a sus retratos realistas de personas y grupos, el detallismo de la piel, el pelo, los ropajes y la ornamentación, así como el talento para representar con exactitud cada una de las diferentes texturas, que no disminuían ni iban en detrimento de las características esenciales y de dignidad de sus retratados. Tal fue el realismo de su obra que su influencia sobrepasó los límites de la pintura. La pintura del Cristo Sepultado causó gran influencia en el escritor ruso Fëdor Dostoyevsky, tanto así que lo inspiró en su novela El Idiota. 
Holbein también realizó miniaturas y contribuyó al gran arte renacentista de la pintura sobre vidrio con numerosos dibujos.

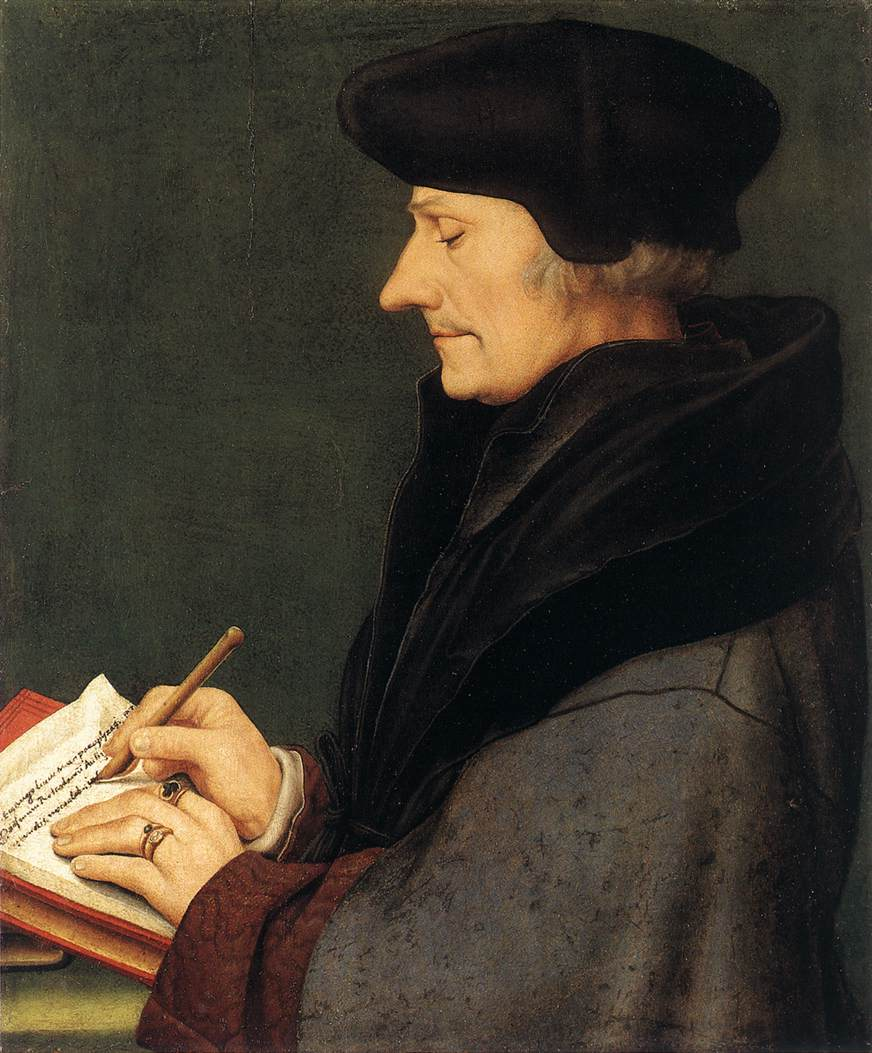
Erasmo de Róterdam retratado por Hans Holbein el Joven en 1523. Versión conservada en el Kunstmuseum Basel (hay otra con variantes en el Louvre).

## Obras
- 1521 El cuerpo de Cristo muerto en la tumba, Kunstmuseum Basel, Basilea
- 1523 Retrato de Erasmo de Rotterdam (dos ejemplares con variantes; Kunstmuseum Basel y Louvre de París).
- 1526-1529 Virgen del burgomaestre Meyer, retablo, óleo sobre tabla, 146,5 X 102 cm. Schwäbisch Hall, Colección Würth, Sala Schwäbisch; adquirida en 2011. Hasta 2008 se había expuesto en préstamo en el Städel.
- 1528 Retrato de Nicolas Kratzer, óleo sobre madera, 83 x 67 cm, Museo del Louvre, París.
- 1532 Retrato del mercader Gisze, óleo sobre madera, 96,3 X 85,7 cm. Berlín, Staatliche Museen, Gemäldegalerie.
- 1533 Los embajadores, óleo sobre tabla de roble, 209 x 207 cm, National Gallery, Londres.
- 1534-1535 Retrato del Señor de Morette, óleo sobre tabla, 92,5 X 45,5 cm. Galería de Pinturas de los Maestros Antiguos, Dresde
- 1536 Retrato de Sir Richard Southwell, óleo sobre tabla, 47,5 X 38 cm. Florencia, Galería de los Uffizi.
- Retrato de Cristina de Dinamarca. Londres, National Gallery.
- Retrato de Tomás Moro. Nueva York, Colección Frick.
- Retrato de dama con ardilla y estornino. Londres, National Gallery.
- Retrato de Enrique VIII. Madrid, Museo Thyssen-Bornemisza.
- 1539 Retrato de Ana de Cléveris, pergamino encolado sobre tela, 65 x 48 cm, Museo del Louvre, París.